# معركة وادي بير
معركة نهر بير أو وادي بير، معركة دارت عام 737 بين قوات الفرنجة بقيادة شارل مارتل لاعتراض القوات الإسلامية الضخمة التي أرسلها من الأندلس عقبة بن الحجاج عبر البحر لتخفيف حصار أربونة. المعركة، والتي وقعت عند مصب نهر بير (في إقليم أود حالياً)، انتهت بشكل غير حاسم؛ ففيها قُتل القائدان من كلا الجهتين، وتمكن بعض المسلمون من اختراق خطوط الفرنج ودخول أربونة ودعمها وإنقاذها، بينما عاد البعض إلى السفن على الشاطئ.
وفي العام التالي عاد المسلمون بقيادة عقبة إلى ما وراء البرانس حيث حصّن المدينة وأعاد الفتح في جنوب فرنسا وشرقها وعاث فيها، وقد صمدت أربونة بعدها أكثر من عشرين سنة تناطح الفرنجة وحدها.